# 반성렬도
반성렬도(盤城列島)는 조선민주주의인민공화국의 철산군 앞바다에 위치한 군도이다. 렬도는 북한에서 가장 큰 섬인 신미도를 포함한다. 면적은 0.6km2이다. 렬도의 주요 섬들은 다음과 같다. 

## 주요 섬
- 신미도 (身彌島)
- 가도 (椵島)
- 탄도 (炭島)
- 홍건도 (洪建島)
- 대화도 (大和島)
- 소화도 (小和島)
- 회도 (灰島)

## 그 외 서해 및 평안북도의 섬
- 나비섬
- 우리도 (牛里島)
- 대가차도 (大加次島)
- 소가차도 (小加次島)
- 대두도 (大豆島)
- 부군도 (府郡島)
- 대정족도 (大鼎足島)
- 웅도 (熊島, 곰도)
- 무군장도 (無根場島)
- 사리염
- 지도 (芝島)
- 우리도 (于里島)
- 삼차도 (蔘瑳島)
- 랍도 (蠟島)
- 소랍도 (小蠟島)